# Alicia María Zorrilla
Alicia María Zorrilla (8 de diciembre de 1948, Buenos Aires, Argentina) es una académica y lingüista argentina especializada en la normativa de la lengua española.
Es profesora especializada en castellano, literatura y latín del Instituto Superior del Profesorado “Roque Sáenz Peña” y profesora adscripta a la cátedra de Literatura Hispanoamericana; licenciada en filosofía y letras por la Universidad Complutense de Madrid, y doctora en letras por la Universidad del Salvador. 
El 22 de agosto de 2002 fue elegida miembro de número de la Academia Argentina de Letras, en la sesión 1157.ª, y pasó a ocupar el sillón “José Manuel Estrada”. También es miembro correspondiente hispanoamericana de la Real Academia Española.
En la sesión del 25 de abril de 2019, fue elegida presidenta de la Academia Argentina de Letras para el período 2019-2022, y reelegida el 26 de mayo de 2022 para el período 2022-2025.

## Distinciones
- Medalla de oro a la mejor maestra, Instituto Nacional Superior de profesorado N.º 1 "Presidente Roque Sáenz Peña”, 1966.
- Premio Baldmar Dobranich al más alto promedio del profesorado especializado en Castellano, Literatura y Latín, Instituto Nacional Superior de profesorado N.º1, "Presidente Roque Sáenz Peña", 1970.
- Mención Honorífica en el Concurso de Cuentos "Américas", Organización de los Estados Americanos, Washington, 1985.
- Tercer Premio en el Concurso de Cuentos "Septiembre literario", organizado en la sede de la Sociedad Argentina de Escritores, 1985.
- Premio Jorge Luis Borges en el Concurso de Cuentos "XI Fiesta del Escritor Latino-americano", Fundación Alfredo Givré, 1986.
- Mención de Honor en el "Certamen Nacional de Poesía", Rosario, Santa Fe, 1986. Mención de Honor en el "Concurso de Ensayo (Obra inédita)", por la obra "Juana Manuela Gorriti, una precursora de nuestra novela", Municipalidad de la Ciudad de Buenos Aires, 1986.
- Mención Especial en el "V Certamen Internacional de Poesía", Editorial Argenta-Sarlep, 1986.
- Segundo Premio en el "Concurso de las Artes" de la Universidad de Belgrano (Cuento), Secretaría de Cultura de la Universidad de Belgrano, 1987.
- Primer Premio en el "Certamen Nacional de Cuentos", Pegaso Ediciones, Rosario, Santa Fe, 1988.
- Presidenta de la Fundación Instituto Superior de Estudios Lingüísticos y Literarios LITTERAE, desde 1988.
- Fundadora y directora del Boletín LITTERAE (Buenos Aires, 1990) y de LITTERAE. Revista del Idioma Español (Buenos Aires, 1991).
- Miembro del Consejo Editorial de "El Lenguaraz", Revista Académica del Colegio de Traductores Públicos de la Ciudad de Buenos, Buenos Aires, 11 de diciembre de 2000 y continúa.
- Miembro de la Asociación Mexicana de Profesores de Lengua y Literatura, A.C., México, 2000.
- Integrante del "Repertorio Biográfico Internacional: Traducción y Terminología", Unión Latina, Francia, 2002.
- Miembro del Consejo Editorial de "Panacea. Boletín de Medicina y Traducción, Salamanca, 5 de noviembre de 2002.
- Miembro de la Comisión Permanente de Tesis de las Carreras de Doctorado en Historia, Letras y Geografía, Universidad del Salvador, 7 de noviembre de 2002.
- Profesora Emérita de la Facultad de Filosofía, Letras y Estudios Orientales de la Universidad del Salvador, designada el 27 de febrero de 2019
- Academia honoraria de la Academia Hispanoamericana de Buenas Letras, con sede en Madrid (España), designada el 16 de diciembre de 2021
- Académica correspondiente de la Academia Chilena de la Lengua, designada el 6 de junio de 2022
- Premio Esteban Echeverría categoría Ensayo (2022), de Gente de Letras
- Académica correspondiente de la Academia Norteamericana de la Lengua Española (Estados Unidos), designada en agosto de 2023

## Obras
LIBROS: 
- Retrato de la novela, 1987.
- Manual del Corrector de Textos. Guía Normativa de la Lengua Española, Tomos I-VI, Fundación Instituto Superior de Estudios Lingüísticos y Literarios LITTERAE 1991-1997.
- Diccionario de los usos correctos del español, 1996.
- La voz sentenciosa de Borges, 2002.
- Diccionario de preposiciones españolas. Norma y uso, 2002.
- Hablar, escribir, traducir en español, 2003.
- La estructura de las palabras en español, 2004.
- Normativa lingüística española y corrección de textos, 2004.
- El uso de la puntuación en español, 2008.
- La arquitectura del paratexto en los trabajos de investigación, 2008.
- El uso del verbo y del gerundio en español, 2011.
- Dudario. Diccionario de consultas sobre el uso de la lengua española, 2011.
- Diccionario gramatical de la lengua española. La norma argentina, 2014.
- El español de los traductores y otros estudios, 2015.
- Ejemplario sobre el uso de las mayúsculas y de las minúsculas en la Argentina y en el mundo hispánico, 2017.
- Diccionario normativo del español de la Argentina, 2018.
- Dudario sobre el uso de la lengua española, 2019
- Sueltos de lengua (página 14), 2020
- El complemento de régimen preposicional en español (página 27), 2022
- ¡¿Por las dudas...?!, 2022
- Las preposiciones de la lengua española. Norma y uso, 2023
- Las mayúsculas y las minúsculas en la lengua española. La norma panhispánica y la norma argentina, 2024
- El otro destierro, 2025

LIBROS EN COLABORACIÓN: 
- España en sus Letras, Estrada, 1982.
- Manual Estrada, Lengua 4.º, 5.º, 6.º y 7.º grado Nacional, Estrada, 1985-1986.
- Manual Estrada, Lengua 4.º, 5.º, 6.º y 7.º grado, Provincia de Buenos Aires, Estrada, 1986.
- Manual Estrada. Orientaciones para el Maestro, Lengua 4.º,5.º,6.º y 7.º grado Nacional.
- Manual Estrada. Orientaciones para el maestro, Lengua 4.º,5.º,6.º y 7.º grado, Provincia de Buenos Aires.
- Las Letras en la América Hispana, Estrada, 1988.
- España, Hispanoamérica y la Argentina en sus Letras, Estrada, 1989.
- Diccionario de los usos correctos del español, Estrada, 1996.

EDICIONES ANOTADAS: 
- Estudio preliminar y notas a María, de Jorge Isaacs, Kapelusz, 1979.
- Estudio preliminar y notas a Fábulas de Iriarte y Samaniego, Kapelusz, 1980.
- Estudio preliminar y notas a Misericordia, de Benito Pérez Galdós, Kapelusz, 1986.
- Estudio preliminar y notas a San Manuel Bueno, mártir, de Miguel de Unamuno, Kapelusz, 1993.

EDICIONES ANOTADAS EN COLABORACIÓN 
- Estudio preliminar y notas a El caballero de Olmedo, de Lope de Vega, Kapelusz, 1982.